# Берёзовка (Коростенский район)
Берёзовка (укр. Березівка) — село на Украине, основано в 1823 году, находится в Коростенском районе  Житомирской области.
Код КОАТУУ — 1822381202. Население по переписи 2001 года составляет 299 человек. Почтовый индекс — 11561. Телефонный код — 4142. Занимает площадь 2,254 км².

## Адрес местного совета
11560, Житомирская область, Коростенский р-н, с.Горщик, ул. Центральная, 31

## Галерея

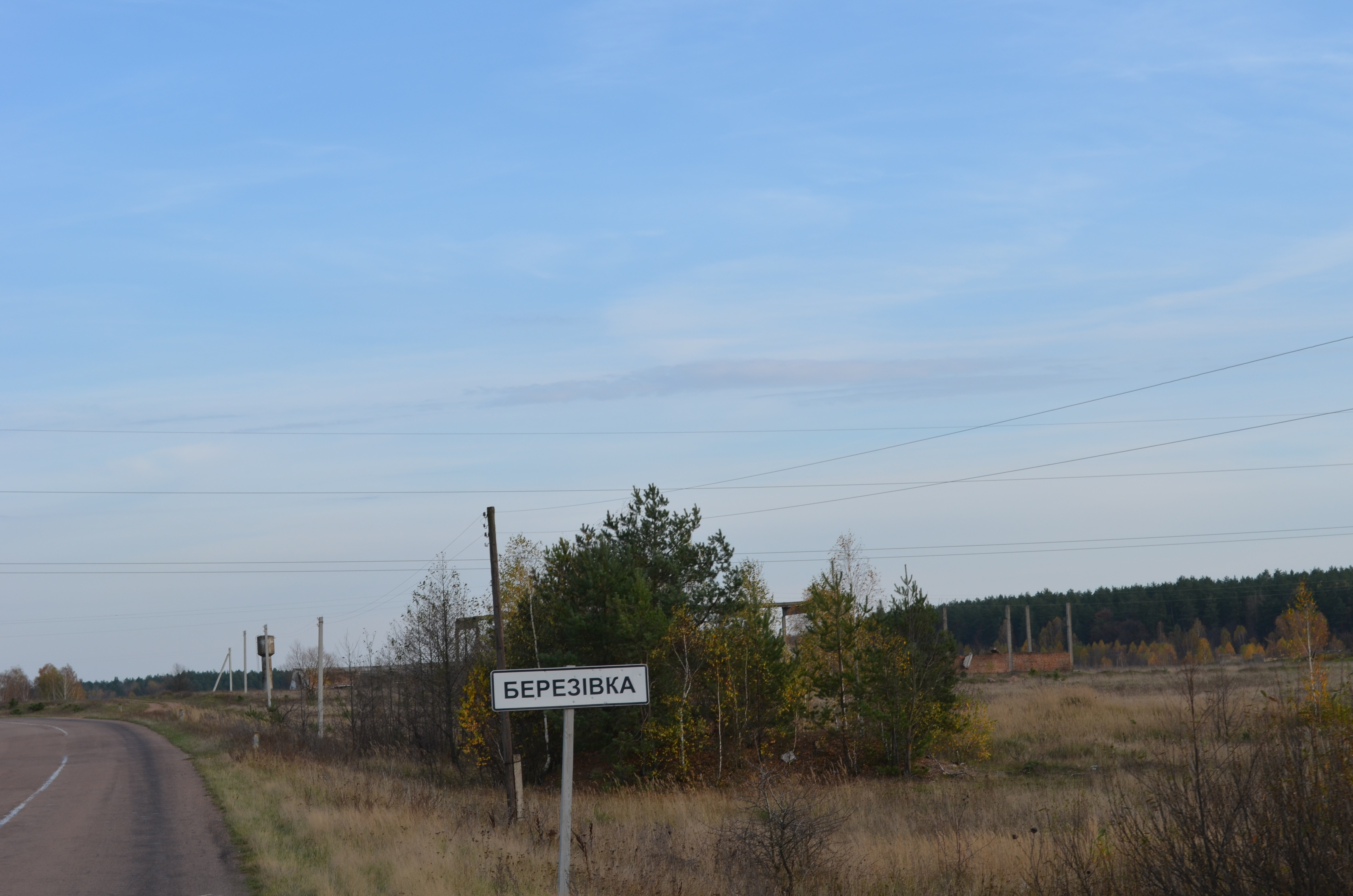
Въезд в село
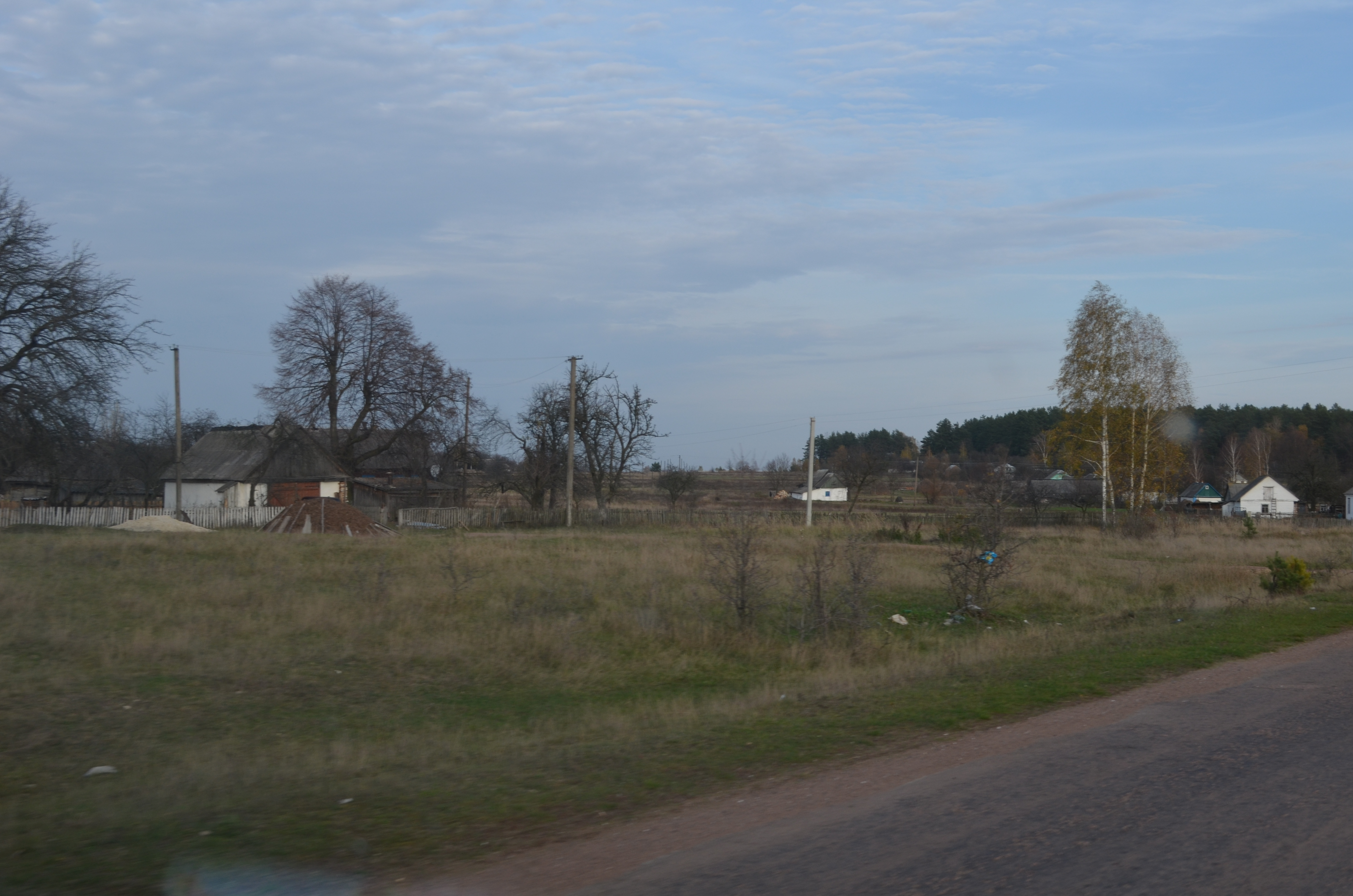
Сельские усадьбы
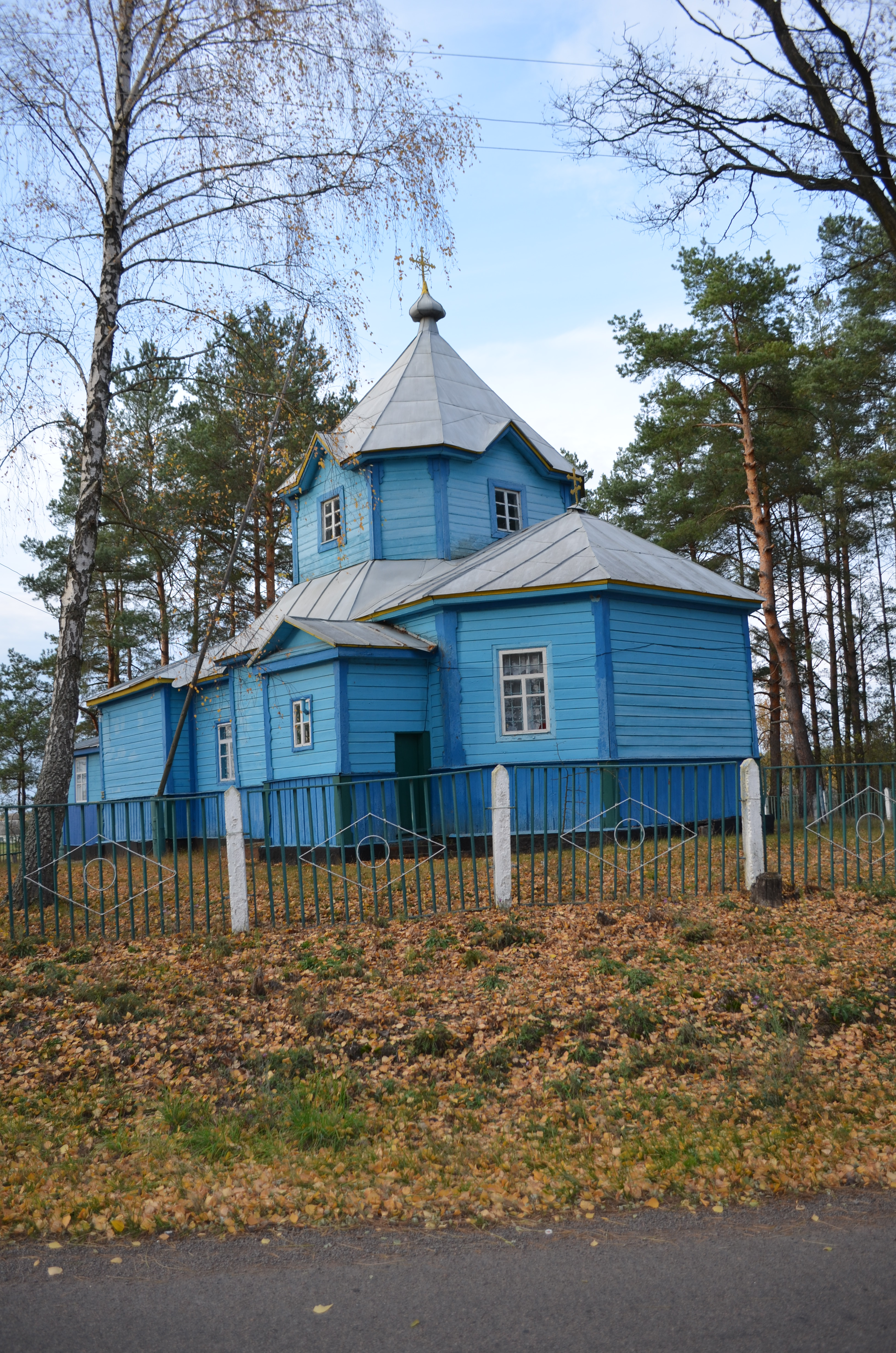
Церковь